# نيلفينافير
نيلفينافير(بالإنجليزية: Nelfinavir)‏هو علاج يُستخدَم في معالجة متلازمة نقص المناعة المكتسبة لدى الإنسان "الإيدز"

## الإستطبابات
يستعمل نيلفينافير في علاج العوز المناعي المكتسب الإيدز 

## دراسة
أجريت دراسة جديدة من قبل أطباء يابانيون، أن عقار نيلفينافير يمنع تكاثر فيروس كورونا.